# Nekrolog März 2013
Nekrolog
◄◄
| ◄
| 2009
| 2010
| 2011
| 2012
| 2013 | 2014 | 2015 | 2016 | 2017 | ► | ►►
Januar |
Februar |
März |
April |
Mai |
Juni |
Juli |
August |
September |
Oktober |
November |
Dezember 2013
Weitere Ereignisse | Allgemeiner Nekrolog 2013
Die Beschreibung der verstorbenen Person sollte so kurz wie möglich gehalten sein und nur deren signifikante Tätigkeit(en) enthalten.
Neue Namen ggf. auch unter dem Geburts- und Sterbedatum, also etwa unter 1. Januar und im Geburts- und Sterbejahr (2024) eintragen (nur bei entsprechender großer Wichtigkeit). Für Beispiele siehe die schon vorhandenen Artikel.
Außerdem über die fünf zuletzt Verstorbenen, zu denen es einen ausreichend guten Artikel für eine Präsentation auf der Hauptseite gibt, nach der todesbedingten Überarbeitung der Artikel ggf. auch unter Wikipedia Diskussion:Hauptseite informieren und sie am besten auch in den anderen Wikipedia-Sprachversionen eintragen. Tipp: Regelmäßig bei news.google.de nach „ist tot“, „gestorben“ oder „verstorben“ suchen.
Wenn eine Person gestorben ist, gibt es viele Seiten zu dieser Person in der Wikipedia, die davon auch betroffen sind und entsprechend aktualisiert werden müssen. Beispiele: Namenübersichtsseite, Geburtsjahr, Geburtsort-Seiten und viele mehr.
Wie finde ich die betroffenen Seiten?
Im Suchfeld auf der linken Seite gibt man den Suchbegriff so ein: „Vorname Nachname“. Dann klickt man auf Volltext und alle Seiten mit entsprechendem Suchtext werden aufgerufen. Hier sieht man dann schnell, wo auch das Todesjahr Sinn macht oder sogar ein Teil des Artikels angepasst werden muss. Auch hilft das „Werkzeug“ auf der linken Seite sehr gut, um solche Seiten aufzufinden: „Links auf diese Seite“. Somit ist die Wikipedia wieder aktuell in allen Bereichen! Hinweis: bei Eintragung der Kategorie „Gestorben JAHR“ wird der Missbrauchsfilter 49 ausgelöst, was jedoch nicht schlimm ist. Siehe: Spezial:Missbrauchsfilter/49
Dies ist eine Liste von im März 2013 verstorbenen bekannten Persönlichkeiten. Die Einträge erfolgen innerhalb der einzelnen Daten alphabetisch sortiert. Tiere sind im Nekrolog für Tiere zu finden.

## März
| Tag      | Name                                | Beruf, bekannt als                                                                   | Alter | Beleg                                                           |
| -------- | ----------------------------------- | ------------------------------------------------------------------------------------ | ----- | --------------------------------------------------------------- |
| 1. März  | Campbell Armstrong                  | britischer Drehbuchautor und Schriftsteller                                          | 69    | livreshebdo.fr                                                  |
| 1. März  | Kurt Blecha                         | deutscher Politiker                                                                  | 90    | bundesstiftung-aufarbeitung.de                                  |
| 1. März  | Bonnie Franklin                     | US-amerikanische Schauspielerin                                                      | 69    | nytimes.com                                                     |
| 1. März  | Jewel Akens                         | US-amerikanischer Sänger                                                             | 79    | 570news.com                                                     |
| 1. März  | Jacques Bach                        | luxemburgischer Fußballspieler                                                       | 71    |                                                                 |
| 1. März  | Jacques Bisceglia                   | französischer Fotograf und Autor                                                     | 72    | bdzoom.com                                                      |
| 1. März  | Bonnie Franklin                     | US-amerikanische Schauspielerin und Musicaldarstellerin                              | 69    |                                                                 |
| 1. März  | André Heinze                        | deutscher Theologe                                                                   | 51    | theologisches-seminar-elstal.de                                 |
| 1. März  | Santos Inzaurralde                  | uruguayischer Dichter                                                                | 87    | espectador.com                                                  |
| 1. März  | Pat Keen                            | britische Schauspielerin                                                             | 79    | theguardian.com                                                 |
| 1. März  | Helga Keller                        | israelische Filmeditorin                                                             | 91    | haaretz.com                                                     |
| 1. März  | Pekka Lehtimäki                     | finnischer Dialektologe                                                              | 78    | ojs.tsv.fi                                                      |
| 1. März  | Ric Menello                         | US-amerikanischer Filmemacher und Drehbuchautor                                      | 60    | spin.com                                                        |
| 1. März  | Rafael Puyana Michelsen             | kolumbianischer Musiker                                                              | 81    | musica.terra.cl                                                 |
| 1. März  | Barbara Sandig                      | deutsche Sprach- und Literaturwissenschaftlerin                                      | 73    | frauengenderbibliothek-saar.de                                  |
| 1. März  | Ken Stanley                         | englischer Tischtennisspieler und -trainer                                           | 91    |                                                                 |
| 1. März  | Gabriel Vanel                       | französischer Erzbischof                                                             | 88    | eglise.catholique.fr                                            |
| 2. März  | Walter Gerhold                      | deutscher Marineoffizier                                                             | 91    | trauer.ruhrnachrichten.de                                       |
| 2. März  | Eriya Kategaya                      | ugandischer Politiker                                                                | 67    | africareview.com                                                |
| 2. März  | Georgios Kolokithas                 | griechischer Basketballspieler                                                       | 67    | sentragoal.gr                                                   |
| 2. März  | Herbert Lorenz                      | deutscher Künstler                                                                   | 96    | [ 1 ]                                                           |
| 2. März  | Gisela Mauz                         | deutsche Künstlerin der Art brut                                                     | 73    |                                                                 |
| 2. März  | Thomas McEvilley                    | US-amerikanischer Kulturwissenschaftler und Kunstkritiker                            | 73    | nytimes.com                                                     |
| 2. März  | Horst Meller                        | deutscher Anglist und Hochschullehrer                                                | 76    |                                                                 |
| 2. März  | Eduardo Nery                        | portugiesischer Maler                                                                | 74    | expresso.sapo.pt                                                |
| 2. März  | Gustav Schäcke                      | deutscher Mediziner                                                                  | 75    | [ 2 ]                                                           |
| 2. März  | Hans Schnitger                      | niederländischer Hockeyspieler                                                       | 97    |                                                                 |
| 2. März  | Bjørn Skau                          | norwegischer Politiker                                                               | 84    | nrk.no                                                          |
| 2. März  | Ludwig Zausinger                    | deutscher Fußballspieler                                                             | 84    | tsv1860.de                                                      |
| 2. März  | Eberhard Zizlsperger                | deutscher Jurist, Geschäftsführer und Körperschaftsfunktionär                        | 95    | ihk-niederbayern.de                                             |
| 3. März  | Jürgen Billmann                     | deutscher Fußballspieler                                                             | 70    | maerkte.nordbayern.de                                           |
| 3. März  | Joan Campbell                       | deutsch-US-amerikanische Historikerin                                                | 83    | legacy.com                                                      |
| 3. März  | Luis Cubilla                        | uruguayischer Fußballspieler und -trainer                                            | 72    | marca.com                                                       |
| 3. März  | Johann Eekhoff                      | deutscher Ökonom                                                                     | 71    | insm-oekonomenblog.de                                           |
| 3. März  | Herz Frank                          | lettischer Dokumentarfilmregisseur                                                   | 87    | kommersant.ru                                                   |
| 3. März  | Müslüm Gürses                       | türkischer Schauspieler und Sänger                                                   | 59    | hurriyet.com.tr                                                 |
| 3. März  | Patrick Heiniger                    | Schweizer Manager                                                                    | 62    | hommages.ch                                                     |
| 3. März  | Hans-Eberhard Hoffmeister           | deutscher Mediziner                                                                  | 84    | tagblatt.de                                                     |
| 3. März  | Manfred Kremser                     | österreichischer Ethnologe und Bewusstseinsforscher                                  | 62    | parapsychologie.ac.at                                           |
| 3. März  | Danie G. Krige                      | südafrikanischer Geostatiker                                                         | 93    | looklocal.co.za                                                 |
| 3. März  | Erika Opelt-Stoevesandt             | deutsche Pädagogin                                                                   | 94    | domgymnasium-magdeburg.de                                       |
| 3. März  | Bobby Rogers                        | US-amerikanischer Soulsänger                                                         | 73    | t-online.de                                                     |
| 3. März  | Dumitru Rucăreanu                   | rumänischer Film- und Theaterschauspieler                                            | 80    | adevarul.ro                                                     |
| 3. März  | José Sancho                         | spanischer Schauspieler                                                              | 68    | cultura.elpais.com                                              |
| 4. März  | Armando Bertorelle                  | italienischer Politiker                                                              | 93    | web.archive.org                                                 |
| 4. März  | Dieter Eckert                       | deutscher Jurist und Ministerialbeamter                                              | 87    |                                                                 |
| 4. März  | Immo Krumrey                        | deutscher Designer                                                                   | 89    | web.archive.org                                                 |
| 4. März  | Hans-Gustav Klobeck                 | deutscher Molekularbiologe                                                           | 58    | sz-ms.vrsmedia-trauerportal.de                                  |
| 4. März  | Rolf Lüer                           | deutscher Banker                                                                     | 83    | heimatverein-egestorf.de                                        |
| 4. März  | Seki Matsunaga                      | japanischer Fußballspieler                                                           | 84    | national-football-teams.com                                     |
| 4. März  | Michael D. Moore                    | US-amerikanischer Regisseur                                                          | 98    | articles.latimes.com                                            |
| 4. März  | Hans Munz                           | Schweizer Politiker                                                                  | 96    | tagblatt.ch                                                     |
| 4. März  | Maurice Péquignot                   | Schweizer Politiker                                                                  | 94    | letemps.ch                                                      |
| 4. März  | Peter Pfannenstiel                  | deutscher Mediziner                                                                  | 78    | web.archive.org                                                 |
| 4. März  | Dragoslav Popović                   | jugoslawischer Physiker                                                              | ~86   | blic.rs                                                         |
| 4. März  | Jérôme Savary                       | französisch-argentinischer Theaterregisseur                                          | 70    | zeit.de                                                         |
| 4. März  | Hobart Muir Smith                   | US-amerikanischer Herpetologe                                                        | 100   | telegraph.co.uk                                                 |
| 4. März  | Fran Warren                         | US-amerikanische Jazz- und Popsängerin                                               | 87    | legacy.com                                                      |
| 5. März  | Eberhard Blum                       | deutscher Flötist                                                                    | 73    | tagesspiegel.de                                                 |
| 5. März  | Hugo Chávez                         | venezolanischer Politiker                                                            | 58    | spiegel.de                                                      |
| 5. März  | Nigel Forbes                        | schottischer Politiker                                                               | 95    | telegraph.co.uk                                                 |
| 5. März  | Jerry Grayson                       | US-amerikanischer Schauspieler                                                       | 77    | remembered.com                                                  |
| 5. März  | Adolf Himmel                        | deutscher Autor und Übersetzer                                                       | 84    | researchgate.net                                                |
| 5. März  | Thomas-Jörg Leuchert                | deutscher Politiker                                                                  | 58    | erstes-seebad.de                                                |
| 5. März  | Leon Łukaszewicz                    | polnischer Informatiker                                                              | 89    | nekrologi.wyborcza.pl                                           |
| 5. März  | William A. Moody                    | US-amerikanischer Wrestling-Manager                                                  | 58    | heute.at                                                        |
| 5. März  | Gerhard Nienaber                    | deutscher Brauereimanager                                                            | 86    | web.archive.org                                                 |
| 5. März  | Dieter Pfaff                        | deutscher Schauspieler und Regisseur                                                 | 65    | spiegel.de                                                      |
| 5. März  | Mario Rese                          | deutscher Wirtschaftswissenschaftler                                                 | 49    | ifu.ruhr-uni-bochum.de                                          |
| 5. März  | Rajasulochana                       | indische Schauspielerin                                                              | 77    | thehindu.com                                                    |
| 5. März  | Melvin Rhyne                        | US-amerikanischer Jazz-Organist                                                      | 76    | blogs.ottawacitizen.com                                         |
| 5. März  | Tove Wallenstrøm                    | dänische Sängerin und Schauspielerin                                                 | 97    | b.dk                                                            |
| 6. März  | Sabine Bischoff                     | deutsche Fechterin                                                                   | 54    | fechten.org                                                     |
| 6. März  | Chorão                              | brasilianischer Rocksänger und -komponist, Skateboarder, Filmemacher und Unternehmer | 42    | vejasp.abril.com.br                                             |
| 6. März  | Edith Gadawits                      | österreichische Widerstandskämpferin und Zeitzeugin                                  | 88    |                                                                 |
| 6. März  | Duane T. Gish                       | US-amerikanischer Kreationist                                                        | 92    | ncse.com                                                        |
| 6. März  | Günter M. Hoffmann                  | deutscher Botaniker                                                                  | 89    | sz-ms.vrsmedia-trauerportal.de                                  |
| 6. März  | Hermann Kuhr                        | deutscher Archivar                                                                   | 74    | vkaekd.wordpress.com                                            |
| 6. März  | Alvin Lee                           | britischer Musiker                                                                   | 68    | t-online.de                                                     |
| 6. März  | Andrei Panin                        | russischer Schauspieler                                                              | 50    | lifenews.ru                                                     |
| 6. März  | Tsuji Ryōichi                       | japanischer Schriftsteller                                                           | 98    | [ 3 ]                                                           |
| 6. März  | Alexander Sand                      | deutscher katholischer Theologe                                                      | 84    | web.archive.org                                                 |
| 6. März  | Jupp Weindich                       | deutscher Autor, Opernregisseur und Theaterintendant                                 | 80    | [?]                                                             |
| 6. März  | Robert Zieger                       | US-amerikanischer Historiker                                                         | 74    | historians.org                                                  |
| 7. März  | Kenny Ball                          | britischer Jazztrompeter                                                             | 82    | bbc.co.uk                                                       |
| 7. März  | Peter Banks                         | britischer Rockgitarrist                                                             | 65    | t-online.de                                                     |
| 7. März  | Cleto Bellucci                      | italienischer Erzbischof                                                             | 91    | lindiscreto.it                                                  |
| 7. März  | Giuliano Bignasca                   | Schweizer Politiker                                                                  | 67    | cdt.ch                                                          |
| 7. März  | Dirk Coetzee                        | südafrikanischer Polizist                                                            | 67    | mg.co.za                                                        |
| 7. März  | Didier Comès                        | belgischer Comiczeichner                                                             | 70    | lefigaro.fr                                                     |
| 7. März  | Sybil Christopher                   | britische Schauspielerin                                                             | 83    | t-online.de                                                     |
| 7. März  | Damiano Damiani                     | italienischer Filmregisseur                                                          | 90    | orf.at                                                          |
| 7. März  | Tsjêbbe Hettinga                    | niederländischer Dichter                                                             | 64    | nrc.nl                                                          |
| 7. März  | Suleika Ibáñez                      | uruguayische Dichterin                                                               | ~75   | [ 4 ]                                                           |
| 7. März  | Claus Jäger                         | deutscher Politiker                                                                  | 81    | schwaebische.de                                                 |
| 7. März  | Claude King                         | US-amerikanischer Country-Sänger                                                     | 90    | billboard.com                                                   |
| 7. März  | Alfred Post                         | deutscher Fußballspieler                                                             | 86    | wn-trauer.de                                                    |
| 7. März  | Ewald Pusich                        | deutscher Kontrabassist                                                              | 79    |                                                                 |
| 7. März  | Dick Ramberg                        | US-amerikanischer Jazzmusiker                                                        | 72    | twincities.com                                                  |
| 7. März  | Richard Woller                      | deutscher Lebensmittelchemiker                                                       | 89    | volksfreund-servicecenter.de (PDF; 684 kB)                      |
| 7. März  | Jan Zwartkruis                      | niederländischer Fußballtrainer                                                      | 87    | derwesten.de                                                    |
| 8. März  | Hartmut Briesenick                  | deutscher Leichtathlet                                                               | 63    | leichtathletik.de                                               |
| 8. März  | Martin Doernberg                    | deutscher Pfarrer und Musiker                                                        | 93    | archive.today                                                   |
| 8. März  | Ricardo Da Force                    | britischer Rap-Musiker und DJ                                                        | 45    | eurokdj.com                                                     |
| 8. März  | Antonius Hogema                     | niederländischer Theologe                                                            | 95    | wz-newsline.de                                                  |
| 8. März  | Ewald-Heinrich von Kleist-Schmenzin | deutscher Widerstandskämpfer                                                         | 90    | faz.net                                                         |
| 8. März  | Jürg Marmet                         | Schweizer Bergsteiger                                                                | 85    | tagesanzeiger.ch                                                |
| 8. März  | John O’Connell                      | irischer Politiker                                                                   | 83    | web.archive.org                                                 |
| 8. März  | Marija Pachomenko                   | russische Sängerin                                                                   | 75    | fontanka.ru                                                     |
| 8. März  | Sammy Masters                       | US-amerikanischer Sänger                                                             | 82    | hillbilly-music.com                                             |
| 8. März  | Tony Maxworthy                      | britisch-US-amerikanischer Ingenieurwissenschaftler                                  | 79    | news.usc.edu                                                    |
| 8. März  | Isidro Novellas                     | spanischer Schauspieler                                                              | ~91   | westernboothill.blogspot.de                                     |
| 8. März  | Rudolf Schiffl                      | deutscher Bogenschütze                                                               | 71    | hanrieder-kondolenzen.de                                        |
| 8. März  | Franz Schneider                     | deutscher Politikwissenschaftler                                                     | 81    | sz-ms.vrsmedia-trauerportal.de                                  |
| 8. März  | Klaus Schober                       | deutscher Unternehmer                                                                | 75    | gruenderszene.de                                                |
| 8. März  | Thurstan Shaw                       | britischer Archäologe                                                                | 98    | telegraph.co.uk                                                 |
| 8. März  | Paul Simsa                          | deutscher Motorjournalist                                                            | 88    | motorjournalist.de                                              |
| 8. März  | Raymond L. Telles Jr.               | US-amerikanischer Politiker und Diplomat                                             | 97    |                                                                 |
| 9. März  | Elke Mascha Blankenburg             | deutsche Kirchenmusikerin und Musikhistorikerin                                      | 69    | info-netz-musik.bplaced.net                                     |
| 9. März  | Karl Böse                           | deutscher Politiker                                                                  | 72    | landtag.nrw.de                                                  |
| 9. März  | Rune Carlsson                       | schwedischer Jazz-Schlagzeuger                                                       | 72    | sydsvenskan.se                                                  |
| 9. März  | David Farmbrough                    | britischer Bischof                                                                   | 83    | announcements.telegraph.co.uk                                   |
| 9. März  | Don Ferguson                        | australischer Politiker                                                              | 76    |                                                                 |
| 9. März  | Gisela Geiger-Nietsch               | deutsche Juristin                                                                    | 86    | juris.de                                                        |
| 9. März  | Max Jakobson                        | finnischer Diplomat, Politiker und Journalist                                        | 89    | abounderrattelser.fi                                            |
| 9. März  | Gebhard Koch                        | deutscher Molekularbiologe                                                           | 84    | legacy.com                                                      |
| 9. März  | Hans Kummer                         | Schweizer Primatologe und Verhaltensforscher                                         | 82    | researchgate.net                                                |
| 9. März  | Jim Lackey                          | US-amerikanischer Jazz-Schlagzeuger                                                  | 77    | legacy.com                                                      |
| 9. März  | Larry Martin                        | US-amerikanischer Paläontologe                                                       | 69    | news.ku.edu                                                     |
| 9. März  | Paul Niemczyk                       | deutscher Manager und Automobillobbyist                                              | 70    | web.archive.org                                                 |
| 9. März  | Hans Jürgen Overbeck                | deutscher Ökologe                                                                    | 89    | kn-trauer.de                                                    |
| 9. März  | Rudolf Sellheim                     | deutscher Orientalist                                                                | 85    | [ 5 ]                                                           |
| 9. März  | Viren J. Shah                       | indischer Politiker und Industrieller                                                | 86    | thehindubusinessline.com                                        |
| 9. März  | Wu Sugong                           | chinesischer Botaniker                                                               | 77    | bioone.org                                                      |
| 10. März | Christoph Abderhalden               | Schweizer Pflegewissenschaftler                                                      | 59    | gesundheit.bfh.ch                                               |
| 10. März | Annemarie Avramidis                 | österreichische Bildhauerin                                                          | 73    |                                                                 |
| 10. März | František Gregor                    | tschechoslowakischer Eishockeyspieler                                                | 74    | hokej.cz                                                        |
| 10. März | Antal Megyerdi                      | ungarischer Radrennfahrer                                                            | 73    | radsportseiten.net                                              |
| 10. März | Anton Nordhausen                    | deutscher Politiker                                                                  | 84    | aachen-gedenkt.de                                               |
| 10. März | Daniel Ponce                        | US-amerikanischer Jazz-Schlagzeuger                                                  | 59    | ancienttofuture.com                                             |
| 10. März | Francis H. Ruddle                   | US-amerikanischer Zell- und Entwicklungsbiologe                                      | 83    | nytimes.com                                                     |
| 10. März | Lilian von Schweden                 | schwedische Adlige                                                                   | 97    | t-online.de                                                     |
| 10. März | François Stasiak                    | französischer Fußballspieler                                                         | 76    |                                                                 |
| 10. März | Walter Wefel                        | Schweizer Radiomoderator und Hörspielautor                                           | 94    | srf.ch                                                          |
| 11. März | Herbert Alsheimer                   | deutscher Hochschullehrer und Politiker                                              | 82    | web.archive.org                                                 |
| 11. März | Helga Arendt                        | deutsche Leichtathletin                                                              | 48    | web.archive.org                                                 |
| 11. März | Arsenius Butscher                   | deutscher Motorradrennfahrer                                                         | 84    | speedweek.ch                                                    |
| 11. März | László Bódi                         | ungarischer Rocksänger und Komponist                                                 | 47    | index.hu                                                        |
| 11. März | Martin Bormann junior               | deutscher Theologe                                                                   | 82    | waz.trauer.de                                                   |
| 11. März | Ignatius Anthony Catanello          | US-amerikanischer Bischof                                                            | 74    | catholic-hierarchy.org                                          |
| 11. März | Alain Chabaud                       | französischer Parasitologe                                                           | 89    | [ 6 ]                                                           |
| 11. März | Simón Alberto Consalvi              | venezolanischer Politiker und Diplomat                                               | 85    | eluniversal.com                                                 |
| 11. März | Ernst Feil                          | deutscher Theologe                                                                   | 80    | sz-ms.vrsmedia-trauerportal.de                                  |
| 11. März | Colin Gieg                          | US-amerikanischer Jazzbassist                                                        | 70    | denverpost.com                                                  |
| 11. März | Dieter Lehmann                      | deutscher Nachrichtendienstler und Geheimpolizist                                    | 84    | sz-trauer.de                                                    |
| 11. März | Murray Marder                       | US-amerikanischer Journalist                                                         | 93    | telegraph.co.uk                                                 |
| 11. März | Kalamandalam Ramankutty Nair        | indischer Tänzer                                                                     | 87    | timesofindia.indiatimes.com                                     |
| 11. März | Eubena Nampitjin                    | australische Aborigines-Malerin                                                      | 91    |                                                                 |
| 11. März | Ludger Rensing                      | deutscher Zoologe                                                                    | 80    | [ 7 ]                                                           |
| 11. März | Hansjoachim Rosenthal               | deutscher Straftäter                                                                 | 56    | tagesspiegel.de. In: Tagesspiegel. 13. März 2013 (archive.org). |
| 11. März | Shalom Sechvi                       | israelischer Maler und Holocaust-Überlebender                                        | 84    |                                                                 |
| 11. März | Florian Siwicki                     | polnischer Politiker                                                                 | 88    | wiadomosci.onet.pl                                              |
| 11. März | Hans Mueller von der Haegen         | deutscher Chemiker                                                                   | 83    | sz-ms.vrsmedia-trauerportal.de                                  |
| 11. März | Brij Mohan Vyas                     | indischer Schauspieler                                                               | 92    | bollywoodlife.com                                               |
| 11. März | Boris Wassiljew                     | russischer Schriftsteller                                                            | 88    | itar-tass.com                                                   |
| 12. März | Clive Burr                          | britischer Musiker                                                                   | 56    | metal-hammer.de                                                 |
| 12. März | Robert Castel                       | französischer Soziologe                                                              | 79    | lepoint.fr                                                      |
| 12. März | Bernd Feldhaus                      | deutscher Politiker                                                                  | 82    | landtag.nrw.de                                                  |
| 12. März | Aiko Kitahara                       | japanische Schriftstellerin                                                          | 75    |                                                                 |
| 12. März | Hans Moretti                        | deutscher Zauberkünstler                                                             | 84    | saarbruecker-zeitung.de                                         |
| 12. März | Heinz F. Schafroth                  | Schweizer Literaturkritiker                                                          | 80    | buero-dlb.ch                                                    |
| 12. März | Heiko Schmid                        | deutscher Geograph                                                                   | 41    | geog.uni-heidelberg.de                                          |
| 12. März | Marion Seelig                       | deutsche Politikerin                                                                 | 60    | rbb-online.de                                                   |
| 12. März | Grigori Sewostjanow                 | sowjetischer Historiker                                                              | 96    | hist-phil.ru                                                    |
| 12. März | Peter Smith                         | britischer Architekturhistoriker                                                     | 86    | telegraph.co.uk                                                 |
| 12. März | Klaus Stelzer                       | deutscher Physiker                                                                   | 82    | [ 8 ]                                                           |
| 12. März | Alexandra Superanskaja              | sowjetische bzw. russische Linguistin                                                | 83    | iling-ran.ru                                                    |
| 13. März | Hans-Jürgen Bolle                   | deutscher Meteorologe                                                                | 84    | sz-ms.vrsmedia-trauerportal.de                                  |
| 13. März | Léon Deladerrière                   | französischer Fußballspieler und -trainer                                            | 85    | [ 9 ]                                                           |
| 13. März | Rosemarie Fendel                    | deutsche Schauspielerin                                                              | 85    | focus.de                                                        |
| 13. März | Sepp Folger                         | deutscher Skirennläufer                                                              | 91    | trauer.merkur.de                                                |
| 13. März | Jean Francou                        | französischer Politiker                                                              | 92    | maritima.info                                                   |
| 13. März | Manolo Guardia                      | uruguayischer Pianist                                                                | 75    | montevideo.com.uy                                               |
| 13. März | Hanspaul Hagenmaier                 | deutscher Chemiker                                                                   | 78    | uni-tuebingen.de                                                |
| 13. März | Werner Hofmann                      | österreichischer Kunsthistoriker                                                     | 84    | diepresse.com                                                   |
| 13. März | Anna Jonas                          | deutsche Schriftstellerin                                                            | 68    | tagesspiegel.de                                                 |
| 13. März | Tore Lokoloko                       | papua-neuguineischer Politiker                                                       | 82    | pidp.eastwestcenter.org                                         |
| 13. März | Johannes Meinhardt                  | deutscher Jurist                                                                     | 91    | juris.bundessozialgericht.de                                    |
| 13. März | Bruno Merk                          | deutscher Politiker                                                                  | 90    | web.archive.org                                                 |
| 13. März | Bernd Möllenstädt                   | deutscher Schriftgestalter und Typograf                                              | 70    | fontblog.de                                                     |
| 13. März | Tish Murtha                         | britische Fotografin                                                                 | 56    | c41magazine.it                                                  |
| 13. März | Gerard Sithunywa Ndlovu             | südafrikanischer Bischof                                                             | 74    | consolatasa.blogspot.ru                                         |
| 13. März | Paul Otto Runck                     | deutsch-österreichischer Mathematiker                                                | 82    | oemg.ac.at                                                      |
| 13. März | Ingrid Schneider                    | deutsche Politikerin                                                                 | 66    | saarbruecker-zeitung.trauer.de                                  |
| 13. März | Rolf Schult                         | deutscher Schauspieler und Synchronsprecher                                          | 85    | spiegel.de                                                      |
| 13. März | Joe Schwartz                        | US-amerikanischer Fotograf                                                           | 99    |                                                                 |
| 13. März | Helmut Simson                       | deutscher Politiker                                                                  | 96    | welt.de                                                         |
| 13. März | Władysław Stachurski                | polnischer Fußballspieler und -trainer                                               | 67    | 90minut.pl                                                      |
| 13. März | Malachi Throne                      | US-amerikanischer Schauspieler                                                       | 84    | westernboothill.blogspot.co.at                                  |
| 13. März | Stig Torstensson                    | schwedischer Schauspieler                                                            | 79    | aftonbladet.se                                                  |
| 13. März | Ugo Tucci                           | italienischer Wirtschaftshistoriker                                                  | 95    | mattinopadova.gelocal.it                                        |
| 13. März | Siegfried Weiß                      | deutscher Skilangläufer                                                              | 79    | badische-zeitung.de                                             |
| 14. März | William S. Allen                    | US-amerikanischer Historiker                                                         | 80    | buffalonews.com                                                 |
| 14. März | Andrew Athens                       | US-amerikanischer Unternehmer, Philanthrop und Weltkriegsveteran                     | 91    | articles.chicagotribune.com                                     |
| 14. März | Gerda Bächli                        | Schweizer Komponistin, Musikpädagogin und Musiktherapeutin                           | 91    |                                                                 |
| 14. März | Norman Collier                      | britischer Komiker                                                                   | 87    | chortle.co.uk                                                   |
| 14. März | Reinhard Entholt                    | deutscher Jurist und Banker                                                          | 91    | trauer.weser-kurier.de                                          |
| 14. März | Jack Greene                         | US-amerikanischer Musiker                                                            | 83    | hollywoodreporter.com                                           |
| 14. März | Mechthild Gretsch                   | deutsche Anglistin und Mediävistin                                                   | 68    | trauer.sueddeutsche.de                                          |
| 14. März | Mirja Hietamies                     | finnische Skilangläuferin                                                            | 82    | iltalehti.fi                                                    |
| 14. März | Hans Johnen                         | deutscher Mathematiker                                                               | 73    |                                                                 |
| 14. März | Edith Klinger                       | österreichische Filmschauspielerin und Tierschützerin                                | 90    | wien.orf.at                                                     |
| 14. März | Nestor Nikola Stefanov Kristev      | bulgarischer Bischof                                                                 | 87    | bg-patriarshia.bg                                               |
| 14. März | Harry Coleman McGehee               | US-amerikanischer Bischof                                                            | 89    | freep.com                                                       |
| 14. März | Vic Nees                            | belgischer Komponist                                                                 | 77    | nieuwsblad.be                                                   |
| 14. März | Paul Rose                           | kanadischer Terrorist                                                                | 69    | thestar.com                                                     |
| 14. März | Aramayis Sahakyan                   | armenischer Dichter                                                                  | 77    | armenpress.am                                                   |
| 14. März | Luis Enrique „El Diablito“ Salinas  | kolumbianischer Fußballspieler                                                       | ??    | laopinion.com.co                                                |
| 14. März | Ieng Sary                           | kambodschanischer Politiker                                                          | 87    | sueddeutsche.de                                                 |
| 14. März | Harry Thomson                       | schottischer Fußballspieler                                                          | 72    | burnleyfootballclub.com                                         |
| 15. März | Regine Albrecht                     | deutsche Schauspielerin                                                              | 64    | ivs-ev.info                                                     |
| 15. März | Hardrock Gunter                     | US-amerikanischer Country- und Rockabilly-Sänger                                     | 88    | hardrockgunter.com                                              |
| 15. März | Domingo José Cano                   | argentinischer Politiker                                                             | 62    | chajarialdia.com.ar                                             |
| 15. März | Richard Christ                      | deutscher Schriftsteller                                                             | 81    | [ 10 ]                                                          |
| 15. März | Booth Gardner                       | US-amerikanischer Politiker                                                          | 76    | abcnews.go.com                                                  |
| 15. März | Albert Greiner                      | französischer Theologe, Pfarrer und Luther-Forscher                                  | 94    | protestants.org                                                 |
| 15. März | Subas Herrero                       | philippinischer Komiker, Schauspieler und Sänger                                     | 69    | abs-cbnnews.com                                                 |
| 15. März | Jamal Nazrul Islam                  | bangladeschischer Physiker                                                           | 74    | gulf-times.com                                                  |
| 15. März | Terry Lightfoot                     | britischer Jazzmusiker                                                               | 77    | itv.com                                                         |
| 15. März | Masamichi Noro                      | japanischer Aikidō-Meister                                                           | 78    | kinomichi.com                                                   |
| 15. März | Qian Renkang                        | chinesischer Musikwissenschaftler                                                    | 98    | web.archive.org                                                 |
| 15. März | Gabriele Rico                       | US-amerikanische Anglistikerin und Kunstpädagogin                                    | 75    | blog.kurtjakob.ch                                               |
| 15. März | Siegfried Steiner                   | österreichischer Käfersammler                                                        | 72    | zobodat.at                                                      |
| 15. März | William Robert Van Cleave           | US-amerikanischer Politikwissenschaftler                                             | 77    |                                                                 |
| 15. März | Robert Wilensky                     | US-amerikanischer Informatiker                                                       | 61    | eecs.berkeley.edu                                               |
| 15. März | Peter Worsley                       | britischer Anthropologe und Soziologe                                                | 88    | theguardian.com                                                 |
| 15. März | Felipe Zetter                       | mexikanischer Fußballspieler                                                         | 89    | informador.com.mx                                               |
| 15. März | Yvo Hangartner                      | Schweizer Jurist und Staatsrechtslehrer                                              | 80    | [ 11 ]                                                          |
| 16. März | Trond Brænne                        | norwegischer Schauspieler und Autor                                                  | 59    | aftenposten.no                                                  |
| 16. März | Helmut Jahn                         | deutscher Maler                                                                      | 76    | gelnhaeuser-tageblatt.de                                        |
| 16. März | Ray Johnson                         | US-amerikanischer R&B-Musiker                                                        | 82    |                                                                 |
| 16. März | José Alfredo Martínez de Hoz        | argentinischer Politiker                                                             | 87    | buenosairesherald.com                                           |
| 16. März | Olivier Mauffroy                    | französischer Filmeditor                                                             | 55    | lesgensducinema.com                                             |
| 16. März | Jason Molina                        | US-amerikanischer Musiker                                                            | 39    | consequenceofsound.net                                          |
| 16. März | Mário Murteiro                      | portugiesischer Ökonom und Politiker                                                 | 79    | publico.pt                                                      |
| 16. März | Herbert Peiler                      | deutscher Fußballspieler und Sportjournalist                                         | 92    | dasbesteausnordhessen.de                                        |
| 16. März | Rascha Peper                        | niederländische Schriftstellerin                                                     | 64    | volkskrant.nl                                                   |
| 16. März | Georg Reitor                        | deutsch-polnischer Ingenieur und Autor                                               | 93    | oberberg-mitte.de                                               |
| 16. März | Friedrich Rosenkranz                | deutscher Volkswirt                                                                  | 71    | sz-ms.vrsmedia-trauerportal.de                                  |
| 16. März | Marina Solodkin                     | israelische Politikerin                                                              | 60    | timesofisrael.com                                               |
| 16. März | Frank Thornton                      | britischer Schauspieler                                                              | 92    | bbc.co.uk                                                       |
| 16. März | Wolfram Tichy                       | deutscher Filmkritiker, Buchautor und Filmproduzent                                  | 67    |                                                                 |
| 16. März | Karl-Peter Wettstein                | deutscher Politiker                                                                  | 72    | morgenweb.de                                                    |
| 16. März | Lorenz E. Zimmerman                 | US-amerikanischer Mediziner                                                          | 92    | washingtonpost.com                                              |
| 17. März | Mark Aizikovitch                    | deutsch-ukrainischer Klezmersänger und Schauspieler                                  | 66    | artinterwall.blogspot.de                                        |
| 17. März | Rudolf Battěk                       | tschechischer Politiker                                                              | 88    | zpravy.idnes.cz                                                 |
| 17. März | Svein Blindheim                     | norwegischer Offizier und Historiker                                                 | 96    | nrk.no                                                          |
| 17. März | William B. Caldwell III             | US-amerikanischer General                                                            | 87    | menafn.com                                                      |
| 17. März | Rosine Delamare                     | französische Kostümbildnerin                                                         | 101   | westernboothill.blogspot.de                                     |
| 17. März | Harald Fissler                      | deutscher Unternehmer                                                                | 88    | [ 12 ]                                                          |
| 17. März | Jan van Houwelingen                 | niederländischer Politiker                                                           | 73    | nrc.nl                                                          |
| 17. März | Jantje Koopmans                     | niederländischer Sänger                                                              | 89    | telegraaf.nl                                                    |
| 17. März | Hans Lang                           | deutscher Uhrmacher                                                                  | 88    | uhrenwerkstattforum.de                                          |
| 17. März | John David Merwin                   | US-amerikanischer Politiker                                                          | 91    | stcroixsource.com                                               |
| 17. März | Bruno Schnakenberg                  | deutscher Politiker und Gewerkschaftsfunktionär                                      | 90    | trauer.weser-kurier.de                                          |
| 17. März | Peter Scott                         | nordirischer Dieb                                                                    | 82    | telegraph.co.uk                                                 |
| 17. März | Meor Shariman Meor Shafie           | malaysischer Schriftsteller, Drehbuchautor und Journalist                            | 42    | nst.com.my                                                      |
| 17. März | Rainer Wirtz                        | deutscher Historiker                                                                 | 70    | suedkurier.de                                                   |
| 18. März | Muhammad Mahmood Alam               | pakistanischer General                                                               | 77    | tribune.com.pk                                                  |
| 18. März | Mindy Baha El Din                   | ägyptische Umweltschützerin                                                          | 54    | dw.de                                                           |
| 18. März | Henry Bromell                       | US-amerikanischer Schriftsteller, Drehbuchautor, Regisseur und Fernsehproduzent      | 65    | nytimes.com                                                     |
| 18. März | Vladimír Čechura                    | tschechischer Eishockeyspieler und -trainer                                          | 81    |                                                                 |
| 18. März | Peter Ensikat                       | deutscher Schriftsteller und Kabarettist                                             | 71    | spiegel.de                                                      |
| 18. März | Ali İhsan Karayiğit                 | türkischer Fußballspieler, -trainer und -funktionär                                  | 85    | tff.org                                                         |
| 18. März | Gerd Koll                           | deutscher Fußballspieler                                                             | 74    | web.archive.org                                                 |
| 18. März | Margarita Miglau                    | sowjetische Opernsängerin                                                            | 87    | vmdaily.ru                                                      |
| 18. März | Akio Johnson Mutek                  | südsudanesischer Bischof                                                             | 55    | news.va                                                         |
| 18. März | Elly Niebuhr                        | österreichische Fotografin                                                           | 98    | dieangewandte.at                                                |
| 18. März | Myriam Palacios                     | chilenische Schauspielerin                                                           | 76    | latercera.com                                                   |
| 18. März | Mary Ellen Rudin                    | US-amerikanische Mathematikerin                                                      | 88    | journals.elsevier.com                                           |
| 18. März | Heinz Tobolla                       | deutscher Bildhauer                                                                  | 87    | aachen-gedenkt.de                                               |
| 18. März | Robin M. Williams                   | neuseeländischer Mathematiker                                                        | 93    | teara.govt.nz                                                   |
| 19. März | Alexandru Ciutureanu                | rumänischer Bildhauer                                                                | ~62   | [ 14 ]                                                          |
| 19. März | Holger Juul Hansen                  | dänischer Schauspieler                                                               | 88    | nyhederne.tv2.dk                                                |
| 19. März | Valentino Macchi                    | italienischer Schauspieler                                                           | 75    | ilrestodelcarlino.it                                            |
| 19. März | Lori March                          | US-amerikanische Schauspielerin                                                      | 90    | prleap.com                                                      |
| 19. März | Edgardo Morales                     | puerto-ricanischer Musiker                                                           | 58    | web.archive.org                                                 |
| 19. März | Gerhardt Moswitzer                  | österreichischer Bildhauer                                                           | 72    | derstandard.at                                                  |
| 19. März | Brigitte Oltmanns                   | deutsche Politikerin                                                                 | 79    | web.archive.org                                                 |
| 19. März | David Parland                       | schwedischer Gitarrist                                                               | 42    | rockhard.de                                                     |
| 19. März | Irina Petrescu                      | rumänische Schauspielerin                                                            | 71    | hotnews.ro                                                      |
| 19. März | Dieter Pohmer                       | deutscher Wirtschaftswissenschaftler                                                 | 87    | uni-tuebingen.de                                                |
| 19. März | Harry Reems                         | US-amerikanischer Theater- und Pornodarsteller                                       | 65    | t-online.de                                                     |
| 19. März | Friedrich Töpfer                    | deutscher Geodät und Kartograf                                                       | 87    | tu-dresden.de                                                   |
| 20. März | George Barrow                       | US-amerikanischer Jazzmusiker                                                        | 91    | https://jazzbarisax.com/                                        |
| 20. März | Henry G. Blosser                    | US-amerikanischer Physiker                                                           | 85    |                                                                 |
| 20. März | Eddie Bond                          | US-amerikanischer Country- und Rockabilly-Sänger                                     | 79    | [ 15 ]                                                          |
| 20. März | Aloys Coppenrath                    | deutscher Unternehmer                                                                | 79    | noz.de                                                          |
| 20. März | Nasser El Sonbaty                   | deutscher Bodybuilder                                                                | 47    | allvoices.com                                                   |
| 20. März | James Herbert                       | britischer Schriftsteller                                                            | 69    | telegraph.co.uk                                                 |
| 20. März | Vasile Ianul                        | rumänischer Fußballspieler und -funktionär                                           | 68    | gsp.ro                                                          |
| 20. März | Uwe Jens                            | deutscher Politiker                                                                  | 77    | rp-online.de                                                    |
| 20. März | George Lowe                         | neuseeländischer Bergsteiger                                                         | 89    | [ 16 ]                                                          |
| 20. März | Hannelore Mabry                     | deutsche Schauspielerin und Frauenrechtlerin                                         | 82    | hpd.de                                                          |
| 20. März | Frederic Mayer                      | deutscher Opernsänger                                                                | 81    | sz-ms.vrsmedia-trauerportal.de                                  |
| 20. März | Fred Moske                          | deutscher Rugbyspieler und Sportfunktionär                                           | 55    | [ 17 ]                                                          |
| 20. März | NMZS                                | deutscher Rap-Musiker                                                                | 28    | rap.de                                                          |
| 20. März | Toni Puszamszies                    | deutscher Fußballspieler                                                             | 54    | msv-duisburg.de                                                 |
| 20. März | Zillur Rahman                       | bangladeschischer Politiker                                                          | 84    | sueddeutsche.de                                                 |
| 20. März | Rudolf Röser                        | deutscher Verleger                                                                   | 93    | pz-news.de                                                      |
| 20. März | Emílio Santiago                     | brasilianischer Sänger                                                               | 66    | ego.globo.com                                                   |
| 20. März | Stefano Simoncelli                  | italienischer Fechter                                                                | 66    | web.archive.org                                                 |
| 20. März | Hans Steinhagen                     | deutscher Ingenieur und Buchautor                                                    | 73    | hans-steinhagen.de                                              |
| 20. März | Risë Stevens                        | US-amerikanische Opernsängerin                                                       | 99    | washingtontimes.com                                             |
| 21. März | Chinua Achebe                       | nigerianischer Schriftsteller                                                        | 82    | news.brown.edu                                                  |
| 21. März | Mohammed Said Ramadan al-Buti       | syrischer Geistlicher                                                                | 83    | spiegel.de                                                      |
| 21. März | Franklin Caicedo                    | chilenischer Schauspieler                                                            | 85    | telam.com.ar                                                    |
| 21. März | Ernest Chapman                      | australischer Ruderer                                                                | 86    | tributes.smh.com.au                                             |
| 21. März | Georg Wilhelm Claussen              | deutscher Unternehmer und Mäzen                                                      | 100   | beiersdorf.de                                                   |
| 21. März | Christa Hauer-Fruhmann              | österreichische Malerin                                                              | 88    | noe.orf.at                                                      |
| 21. März | Harlon Hill                         | US-amerikanischer American-Football-Spieler                                          | 77    | nytimes.com                                                     |
| 21. März | Pierrette Knie-Dubois               | Schweizer Sportlerin und Zirkusfrau                                                  | 91    | tagesanzeiger.ch                                                |
| 21. März | Cornelis H. A. Koster               | niederländischer Informatiker                                                        | 69    | [ 18 ]                                                          |
| 21. März | Ludwig Leitner                      | österreichischer Skifahrer                                                           | 73    | todesanzeigen.vol.at                                            |
| 21. März | Pietro Mennea                       | italienischer Leichtathlet                                                           | 60    | spiegel.de                                                      |
| 21. März | Robert Nichols                      | US-amerikanischer Schauspieler                                                       | 88    | sebastopol.towns.pressdemocrat.com                              |
| 21. März | Jorge Pardal                        | argentinischer Politiker                                                             | 66    | web.archive.org                                                 |
| 21. März | Aníbal Paz                          | uruguayischer Fußballspieler                                                         | 95    | futbol.com.uy                                                   |
| 21. März | Herschel Schacter                   | US-amerikanischer Rabbiner                                                           | 95    | spiegel.de                                                      |
| 21. März | Annemarie Schönherr                 | deutsche Theologin und Pfarrerin                                                     | 80    | kirchentag-bbo.de                                               |
| 21. März | Ken Wellman                         | australischer Eishockeyspieler                                                       | 82    | web.archive.org                                                 |
| 21. März | Giancarlo Zagni                     | italienischer Regisseur                                                              | 86    | bologna.repubblica.it                                           |
| 22. März | Hannes Bosse                        | deutscher Sachbuchautor                                                              | 89    | thueringer-literaturrat.de                                      |
| 22. März | Steve Ellington                     | US-amerikanischer Jazz-Schlagzeuger                                                  | 71    | progress.montgomeryadvertiser.com                               |
| 22. März | Gerardo Gandini                     | argentinischer Komponist                                                             | 76    | clarin.com                                                      |
| 22. März | Stefan Langen                       | deutscher Fußballspieler                                                             | 88    | express.de                                                      |
| 22. März | James Lloyd                         | britischer Boxer                                                                     | 73    | liverpoolecho.co.uk                                             |
| 22. März | Óscar Lopes                         | portugiesischer Romanist und Lusitanist                                              | 95    | ruyluisgomes.blogspot.fr                                        |
| 22. März | Jones Melo                          | brasilianischer Schauspieler                                                         | 66    | g1.globo.com                                                    |
| 22. März | James M. Nabrit III                 | US-amerikanischer Rechtsanwalt und Bürgerrechtler                                    | 80    | washingtonpost.com                                              |
| 22. März | Hans Joachim Postel                 | deutscher Nachrichtendienstler                                                       | 87    | ms-koeln.vrsmedia-trauerportal.de                               |
| 22. März | Brar Roeloffs                       | deutscher Ministerialbeamter und Heimatkundler                                       | 84    | shz.de                                                          |
| 22. März | Hans Günter Schlegel                | deutscher Mikrobiologe                                                               | 88    | [ 19 ]                                                          |
| 22. März | Bebo Valdés                         | kubanischer Pianist                                                                  | 94    | cultura.elpais.com                                              |
| 22. März | Derek Watkins                       | britischer Trompeter                                                                 | 68    | news.sky.com                                                    |
| 22. März | Ray Williams                        | US-amerikanischer Basketballspieler                                                  | 58    | nytimes.com                                                     |
| 22. März | Qian Yurong                         | chinesischer Bischof                                                                 | 99    | ucanews.com                                                     |
| 22. März | Aya Zikken                          | niederländische Schriftstellerin                                                     | 93    | nrc.nl                                                          |
| 23. März | Gérald Babin                        | französischer Schauspieler                                                           | 25    | sudinfo.be                                                      |
| 23. März | Boris Beresowski                    | russischer Unternehmer                                                               | 67    | bbc.co.uk                                                       |
| 23. März | Barbara Donald                      | US-amerikanische Jazz-Trompeterin                                                    | 71    | seattletimes.com                                                |
| 23. März | John Hatting                        | dänischer Musiker                                                                    | 64    | bt.dk                                                           |
| 23. März | Hans-Joachim Heyse                  | deutscher Theaterintendant                                                           | 83    | general-anzeiger-bonn.de                                        |
| 23. März | Klaus-Jürgen Jacob                  | deutscher Biologe und Zoodirektor                                                    | 73    | tierparkfoerderverein-cottbus.de                                |
| 23. März | Rapama Rehabeam Kamehozu            | namibischer Politiker                                                                | 64    | web.archive.org                                                 |
| 23. März | Reinhard Lakomy                     | deutscher Musiker                                                                    | 67    | berliner-kurier.de                                              |
| 23. März | Antoni J. Nowak                     | polnischer Psychologe                                                                | 78    | deon.pl                                                         |
| 23. März | Jakob J. Oertli                     | Schweizer Botaniker                                                                  | 85    |                                                                 |
| 23. März | Norman Palmer                       | US-amerikanischer Filmeditor                                                         | 94    | variety.com                                                     |
| 23. März | Stevie Stiletto                     | US-amerikanischer Punksänger                                                         | 57    | maximumrocknroll.com                                            |
| 23. März | Virgil Trucks                       | US-amerikanischer Baseballspieler                                                    | 95    | nytimes.com                                                     |
| 23. März | Joe Weider                          | US-amerikanischer Unternehmer und Bodybuilder                                        | 93    | bodybuilding-magazin.de                                         |
| 23. März | David Early                         | US-amerikanischer Schauspieler                                                       | 74    | post-gazette.com                                                |
| 24. März | Barbara Anderson                    | neuseeländische Schriftstellerin                                                     | 86    | 3news.co.nz                                                     |
| 24. März | Oskar Bachmann                      | Schweizer Politiker                                                                  | 71    | tagesanzeiger.ch                                                |
| 24. März | Jo Inge Bjørnebye                   | norwegischer Skispringer                                                             | 66    | ostlendingen.no                                                 |
| 24. März | Walter Blum                         | deutscher Physiker                                                                   | 75    | sz-ms.vrsmedia-trauerportal.de                                  |
| 24. März | Todd Breitenstein                   | US-amerikanischer Spieleentwickler                                                   | 47    | pegasus.de                                                      |
| 24. März | Čestmír Císař                       | tschechoslowakischer Politiker                                                       | 93    | europeonline-magazine.eu                                        |
| 24. März | Peter Duryea                        | US-amerikanischer Schauspieler                                                       | 73    | findagrave.com                                                  |
| 24. März | Gustav-Adolf Haas                   | deutscher Politiker                                                                  | 77    | badische-zeitung.de                                             |
| 24. März | Francis Cumming-Bruce               | britischer Adliger und Diplomat                                                      | 101   | telegraph.co.uk                                                 |
| 24. März | Inge Lønning                        | norwegischer Theologe und Politiker                                                  | 75    | aftenposten.no                                                  |
| 24. März | Guri Martschuk                      | russischer Mathematiker                                                              | 87    | vz.ru                                                           |
| 24. März | Miguel Pourier                      | Politiker der Niederländischen Antillen                                              | 74    | nos.nl                                                          |
| 24. März | Leolin Price                        | britischer Jurist                                                                    | 88    | telegraph.co.uk                                                 |
| 24. März | Fritz Zaugg                         | Schweizer Autor, Regisseur, Hörspielproduzent und Redakteur                          | 63    | persoenlich.com                                                 |
| 25. März | Herbert Bessel                      | deutscher Maler und Grafiker                                                         | 91    | [ 20 ]                                                          |
| 25. März | Franck-Olivier Bonnet               | französischer Schauspieler                                                           | 66    | leparisien.fr                                                   |
| 25. März | Jean Desforges                      | britische Leichtathletin                                                             | 83    | hertfordshiremercury.co.uk                                      |
| 25. März | Hermann Eigruber                    | österreichischer Politiker                                                           | 82    | nachrichten.at                                                  |
| 25. März | Ellen Einan                         | norwegische Schriftstellerin                                                         | 81    | nrk.no                                                          |
| 25. März | Herman Emmink                       | niederländischer Sänger und Fernsehmoderator                                         | 86    | telegraaf.nl                                                    |
| 25. März | Anselm Frick                        | deutscher Physiologe                                                                 | 79    | sz-ms.vrsmedia-trauerportal.de                                  |
| 25. März | Toma Jurcă                          | rumänischer Fußballspieler und -trainer                                              | 85    | vestic.ro                                                       |
| 25. März | Bernhard Mundus                     | deutscher Hochschullehrer                                                            | 55    | fh-muenster.de                                                  |
| 25. März | Scott Hardkiss                      | US-amerikanischer DJ und Musikproduzent                                              | 43    | urb.com                                                         |
| 25. März | Anthony Lewis                       | US-amerikanischer Journalist                                                         | 85    | nytimes.com                                                     |
| 25. März | Hassan Mohammed Nur Shatigadud      | somalischer Politiker                                                                | 67    |                                                                 |
| 25. März | Dafydd Llywelyn                     | walisischer Musiker                                                                  | 74    | [ 21 ]                                                          |
| 25. März | Jean-Marc Roberts                   | französischer Autor                                                                  | 61    | evene.fr                                                        |
| 25. März | Rolf Schwarz                        | deutscher Schachspieler und -autor                                                   | 86    | [ 22 ]                                                          |
| 25. März | Werner Vasicek                      | österreichischer Heimatforscher                                                      | 73    | opac.geologie.ac.at                                             |
| 25. März | Icke Winzer                         | deutscher Maler                                                                      | 75    | web.archive.org                                                 |
| 26. März | Tom Boerwinkle                      | US-amerikanischer Basketballspieler                                                  | 67    | nytimes.com                                                     |
| 26. März | Eberhard Haufe                      | deutscher Germanist                                                                  | 82    | jenapolis.de                                                    |
| 26. März | Gill Howie                          | britische Philosophin und Hochschullehrerin                                          | 47    | theguardian.com                                                 |
| 26. März | Karl-Heinz Janßen                   | deutscher Zeitungsredakteur und Historiker                                           | 82    | [ 23 ]                                                          |
| 26. März | Rashid Karapiet                     | indischer Schauspieler                                                               | 84    | theguardian.com                                                 |
| 26. März | Martyl Langsdorf                    | US-amerikanische Designerin                                                          | 96    | nytimes.com                                                     |
| 26. März | Giancarlo Martini                   | italienischer Rennfahrer                                                             | 65    | diariomotor.com                                                 |
| 26. März | Audrey McElmury                     | US-amerikanische Radrennfahrerin                                                     | 70    | radsport-news.com                                               |
| 26. März | Julian Middendorf                   | deutscher Schauspieler und Yoga-Lehrer                                               | 34    | yogaeasy.de                                                     |
| 26. März | Jerzy Nowak                         | polnischer Schauspieler                                                              | 89    | film.onet.pl                                                    |
| 26. März | Danilo Orozco                       | kubanischer Musikwissenschaftler und Hochschullehrer                                 | 68    |                                                                 |
| 26. März | Iakovos Damianos Pachis             | griechischer Bischof                                                                 | 81    | amen.gr                                                         |
| 26. März | Don Payne                           | US-amerikanischer Drehbuchautor                                                      | 48    | variety.com                                                     |
| 26. März | René Pirolley                       | französischer Schwimmer                                                              | 81    |                                                                 |
| 26. März | Juri Wassiljewitsch Rudow           | sowjetischer Florettfechter                                                          | 82    |                                                                 |
| 26. März | Gerhard Schulenburg                 | deutscher Fußballschiedsrichter                                                      | 86    | nfv-www.de                                                      |
| 26. März | Sŏng Ch’an-gyŏng                    | südkoreanischer Lyriker                                                              | 83    | terms.naver.com                                                 |
| 26. März | Nikolai Sorokin                     | sowjetischer bzw. russischer Schauspieler, Regisseur und Politiker                   | 61    | [ 24 ]                                                          |
| 26. März | Sukumari                            | indische Schauspielerin                                                              | 72    | thehindu.com                                                    |
| 26. März | Jerzy Wyrobek                       | polnischer Fußballspieler und -trainer                                               | 63    |                                                                 |
| 27. März | Hjalmar Andersen                    | norwegischer Eisschnellläufer                                                        | 90    | vg.no                                                           |
| 27. März | J. Léonce Bernard                   | kanadischer Politiker                                                                | 69    | journalpioneer.com                                              |
| 27. März | Yvonne Brill                        | kanadische Raketentechnikerin                                                        | 88    | nytimes.com                                                     |
| 27. März | Elvira Cervera                      | kubanische Schauspielerin                                                            | 90    | diariodecuba.com                                                |
| 27. März | Heinrich Dammann                    | deutscher Unternehmer und Kommunalpolitiker                                          | 88    | web.archive.org                                                 |
| 27. März | Orozimbo Fuenzalida                 | chilenischer Bischof                                                                 | 87    | latercera.com                                                   |
| 27. März | Heinz Funk                          | deutscher Filmkomponist                                                              | 97    | trauer.abendblatt.de                                            |
| 27. März | Fay Kanin                           | US-amerikanische Drehbuchautorin                                                     | 95    | t-online.de                                                     |
| 27. März | Anne Vig Skoven                     | dänische Musikerin                                                                   | 54    | gaffa.dk                                                        |
| 27. März | Peter Spranger                      | deutscher Pädagoge und Historiker                                                    | 86    | ostalbtrauer.de                                                 |
| 27. März | Fritz Thieme                        | deutscher Physiker                                                                   | 87    |                                                                 |
| 27. März | Gerhard Trost                       | deutscher Gebrauchsgrafiker                                                          | 77    |                                                                 |
| 27. März | Paul Williams                       | US-amerikanischer Musikjournalist                                                    | 64    | nytimes.com                                                     |
| 27. März | Elisabet Woska                      | österreichische Schauspielerin                                                       | 74    | wilfried-hiller.de                                              |
| 27. März | Stanko Zečević                      | bosnisch-herzegowinischer Fußballspieler                                             | 18    | spiegel.de                                                      |
| 28. März | Jean-Paul Bonnaire                  | französischer Schauspieler                                                           | 69    | purepeople.com                                                  |
| 28. März | George Box                          | britischer Statistiker                                                               | 93    | cressfuneralservice.com                                         |
| 28. März | Walter Busch                        | deutscher Literaturwissenschaftler                                                   | 66    | [ 25 ]                                                          |
| 28. März | Wilhelm Buschulte                   | deutscher Maler                                                                      | 89    | erzbistum-paderborn.de                                          |
| 28. März | Manuel García Ferré                 | spanischer Zeichner                                                                  | 83    | elpais.com.uy                                                   |
| 28. März | Richard Griffiths                   | britischer Schauspieler                                                              | 65    | t-online.de                                                     |
| 28. März | László Klauz                        | ungarischer Ringer                                                                   | 51    | borsonline.hu                                                   |
| 28. März | Soraya Jiménez Mendivil             | mexikanische Gewichtheberin                                                          | 35    | noticierostelevisa.esmas.com                                    |
| 28. März | Heinz Patzig                        | deutscher Fußballspieler und -trainer                                                | 83    | web.archive.org                                                 |
| 28. März | Juri Radonjak                       | sowjetischer Boxer                                                                   | 77    | mk.ru                                                           |
| 28. März | Robert V. Remini                    | US-amerikanischer Historiker                                                         | 91    | nytimes.com                                                     |
| 28. März | Wolfgang Schulz                     | österreichischer Konzertflötist                                                      | 67    | derstandard.at                                                  |
| 28. März | Otto Sertl                          | österreichischer Musikwissenschaftler                                                | 88    | salzburg.com                                                    |
| 28. März | Boris Strel                         | jugoslawischer Skirennläufer                                                         | 53    | delo.si                                                         |
| 28. März | Bob Teague                          | US-amerikanischer Journalist                                                         | 84    | nytimes.com                                                     |
| 28. März | Clarita von Trott zu Solz           | deutsche Medizinerin                                                                 | 95    | hna.de                                                          |
| 28. März | Máximo Vázquez                      | mexikanischer Fußballspieler                                                         | 80    |                                                                 |
| 28. März | Robert Zildjian                     | US-amerikanischer Unternehmer                                                        | 89    | telegraph.co.uk                                                 |
| 29. März | Pepsi Auer                          | deutscher Jazzmusiker                                                                | 84    | faz.net                                                         |
| 29. März | Nathan Azrin                        | US-amerikanischer Psychologe und Herausgeber                                         | 82    | nytimes.com                                                     |
| 29. März | Anton Bühler                        | Schweizer Vielseitigkeitsreiter                                                      | 90    | swisseventingclub.ch                                            |
| 29. März | Barrie Dobson                       | britischer Historiker                                                                | 81    | telegraph.co.uk                                                 |
| 29. März | Warren Freer                        | neuseeländischer Politiker                                                           | 91    | tvnz.co.nz                                                      |
| 29. März | Reginald Gray                       | irischer Maler                                                                       | 82    | irishtimes.com                                                  |
| 29. März | Enzo Jannacci                       | italienischer Liedermacher und Kabarettist                                           | 77    | orf.at                                                          |
| 29. März | Ralph Klein                         | kanadischer Politiker                                                                | 70    | cp24.com                                                        |
| 29. März | Volkard Linke                       | deutscher Physiker und Hochschullehrer                                               | 74    | gauss-allianz.de                                                |
| 29. März | Christian Müller                    | Schweizer Psychiater                                                                 | 91    | webpaper.nzz.ch                                                 |
| 29. März | Mike McLelland                      | US-amerikanischer Politiker und Rechtsanwalt                                         | 63    | cbsnews.com                                                     |
| 29. März | Ingeborg Osswald-Lüttin             | deutsche Malerin                                                                     | 91    | suedkurier.de                                                   |
| 29. März | Michail Perelman                    | sowjetischer Mediziner                                                               | 88    | ria.ru                                                          |
| 29. März | Tomás Picó                          | spanischer Schauspieler                                                              | 73    | artezblai.com                                                   |
| 29. März | Erwin Pohl                          | deutscher Hinterglaskünstler und Glasdesigner                                        | 98    | idowa.de                                                        |
| 30. März | Brian Ackland-Snow                  | britischer Produktionsdesigner                                                       | 72    | announcements.thetimes.co.uk                                    |
| 30. März | Franco Califano                     | italienischer Musiker und Schauspieler                                               | 74    | ilgiornale.it                                                   |
| 30. März | Héctor Darío                        | argentinischer Tangosänger                                                           | 74    | todotango.com                                                   |
| 30. März | Volker Drehsen                      | deutscher Theologe                                                                   | 64    | gea.de                                                          |
| 30. März | Daniel Hoffman                      | US-amerikanischer Dichter                                                            | 89    | philly.com                                                      |
| 30. März | Kurt-Alphons Jochheim               | deutscher Mediziner                                                                  | 92    | web.archive.org                                                 |
| 30. März | Francisco Javier López Peña         | spanischer Terrorist                                                                 | 54    | volkskrant.nl                                                   |
| 30. März | Luis Martínez Noval                 | spanischer Ökonom und Politiker                                                      | 64    | elmundo.es                                                      |
| 30. März | Phil Ramone                         | US-amerikanischer Musikproduzent                                                     | 79    | t-online.de                                                     |
| 30. März | Waleri Solotuchin                   | russischer Schauspieler                                                              | 71    | interfax.ru                                                     |
| 30. März | Robert Stiefel                      | Schweizer Pädagoge                                                                   | 80    | webpaper.nzz.ch                                                 |
| 30. März | Bob Turley                          | US-amerikanischer Baseballspieler                                                    | 82    | nytimes.com                                                     |
| 30. März | Margrit Twellmann                   | deutsche Historikerin                                                                | 82    | [ 26 ]                                                          |
| 30. März | Helmut Ziegert                      | deutscher Prähistoriker                                                              | 79    | wortgebrauch.de                                                 |
| 31. März | Ernst Alt                           | deutscher Maler und Bildhauer                                                        | 78    | saarbruecker-zeitung.de                                         |
| 31. März | Bernd Benedix                       | deutscher Bildhauer                                                                  | 70    |                                                                 |
| 31. März | Charles Amarin Brand                | französischer Erzbischof                                                             | 92    | alsace.france3.fr                                               |
| 31. März | Helena Carroll                      | US-amerikanische Schauspielerin                                                      | 84    | nytimes.com                                                     |
| 31. März | Billy Chams                         | kolumbianischer Box-Unternehmer                                                      | 63    | diarioadn.co                                                    |
| 31. März | Marcelo Gracés                      | uruguayischer Radrennfahrer                                                          | 37    | rp-online.de                                                    |
| 31. März | Rikard Greenfort                    | dänischer Langstreckenläufer                                                         | 90    |                                                                 |
| 31. März | Michael Jenkins                     | britischer Diplomat                                                                  | 77    | telegraph.co.uk                                                 |
| 31. März | Gerlof Fokko Mees                   | niederländischer Ornithologe und Ichthyologe                                         | 86    | westannouncements.com.au                                        |
| 31. März | Willi Schillig                      | deutscher Unternehmer                                                                | 86    | anzeigenannahme.infranken.de                                    |
| 31. März | Ronnie Ray Smith                    | US-amerikanischer Leichtathlet                                                       | 64    | contracostatimes.com                                            |
| 31. März | Josef Strauß                        | österreichischer Lehrer                                                              | 87    |                                                                 |
| 31. März | Nader Yazdani                       | iranischer Unternehmer                                                               | 56    | web.archive.org                                                 |
|          | Hans Faltermeier                    | deutscher Fußballspieler                                                             | 80    |                                                                 |